# Blenda
Blenda je švedska junakinja koja je, prema legendi, povela žene iz sela Värenda u borbu protiv danske pljačkaške vojske i porazila je.
Dok su verendski muškarci bili u ratnom pohodu s kraljem Alleom u Västergötlandu, Danci su napali selo. Verendske žene pozvale su Dance na gozbu na brevalskoj vrištini, a kad su se Danci napili, izbole su ih i ubile. Govori se kako je verendskim ženama u počast dodijeljeno pravo na nasljedstvo, u čemu su postale jednake muškarcima, i da su otad na dan svojeg vjenčanja na putu prema crkvi smjele biti u punoj ratničkoj opremi  i udarati u bubnjeve.
Legendu je krajem 17. stoljeća otkrio pukovnijski intendant Petter Rudebeck i dugo je bila tema ozbiljnih povijesnih istraživanja. Zapisana je 1691. kao osnova za ilustracije u djelu Suecia antiqua et hodierna, a na karti brevalske vrištine otisnutoj nekoliko godina poslije pojavljuje se Blendino ime.
Priča se brzo proširila, a kad ju je Olof von Dalin uvrstio u svoja povijesna djela, stekla je vjerodostojnost. Rudebeck je navodno oblikovao legendu prema drevnoj priči o Filotidi, ropkinji koja je na sličan način uspjela zaustaviti fidensku vojsku koja je okružila Rim nakon što su Gali 387. godine pr. Kr. napali i oslabili taj grad.
Međutim, dijelovi priče stariji su od zapisa i mogu se pronaći u djelu Inventarium Ecclesiæ Sueogothorum Joannesa Baaziusa Starijeg i zapisima Johana Stiernhööka, no ti su zapisi relativno kratki i u njima se ne spominje Blendino ime. Već je 1637. spomenuto da su žene davno dobile jednaka prava na nasljeđe i da se ta prava temelje na starijim zakonima, no bez preciznijih podataka.
Prema Rudebecku ti su se događaji odvili 2493. godine poslije postanka svijeta.
Legendi se nekoliko puta pokušavala pronaći povijesna podloga. Stiernhöök je pokušao datirati zbivanja u 8. stoljeće. Von Dalin pretpostavio je da se bitka odvila 1270-ih, kad je Erik Klipping napao Småland. Sven Lagerbring sa zadrškom je procijenio da se događaj odvio 1150-ih, kad je kralj Sven III. Danski napao Švedsku. Kasniji su autori pretpostavili da se sve odvilo u vrijeme napada Sigurda I. Križara 1123. ili za vrijeme bitki ubrzo nakon sastanka triju kraljeva 1101.
Carl Johan Schlyter u svojem je istraživanju pretpostavio da je priča izmišljena kako bi se objasnila pojava jednakih prava na nasljedstvo u Värendu. Tu je legendu s tim pravom prvi put povezao Johan Stiernhöök, koji je zaključio da je verendskim ženama to pravo dao „Hakon Ring” (Sigurd Ring) kao nagradu za hrabrost koju su iskazale u bitki na Brávelliru protiv Haralda Hildetanda.
Proširena inačica, u kojoj se prvi put spominje Blendino ime, navodi se u zahtjevima koje su stanovnici područja predavali 1680-ih i 1690-ih kako bi zaštitili jednaka prava na nasljeđe i dijelom kako bi se usprotivili novom crkvenom zakonu koji je zabranio sviranje bubnjeva u svadbenoj povorci.